# Joan Kennedy Taylor
Joan Kennedy Taylor (21 décembre 1926 – 29 octobre 2005) est une journaliste américaine et militante politique. Elle a défendu le féminisme individualiste et a eu un rôle important dans le développement du mouvement américain libertarien.

## Jeunesse
Joan Kennedy Taylor est née à Manhattan de parents célèbres. Son père est Deems Taylor, compositeur, animateur de radio et journaliste musical. Sa mère, Mary Kennedy, était actrice, dramaturge et poète. Elle a grandi à New York, dans la banlieue du Connecticut, et, a voyagé dans le monde entier après la séparation de ses parents quand elle avait six ans. Le biographe de son père, James Pegolotti, écrit qu' « en 1942, avec sa mère toujours en vadrouille, Joan avait été dans huit écoles différentes, dans des endroits aussi éloignés que Pékin, Paris, et Ellsworth dans le Maine, ainsi que New York. »
Après avoir été diplômée de St. Timothy's School, Taylor est retournée à New York pour étudier la dramaturgie au Barnard College. Elle y rencontre Donald A. Cook, un étudiant en psychologie à l'Université de Columbia, qu'elle épousera en 1948. Elle travaille ensuite comme actrice sur scène, animatrice à la radio et à la télévision. Elle consacre alors une grande partie de son temps libre aux cours supérieurs en psychologie à l'Université Columbia, où Cook faisait un doctorat, et à barboter dans les idées de G. I. Gurdjieff et P.D. Ouspensky.
Au début des années 1950, les Cooks organisent une série de fêtes légendaires dans leur appartement de la 112e rue, à proximité des campus de Barnard et Columbia. Joyce Johnson, dans ses mémoires Minor Characters, parle de cet endroit comme d'«un appartement au fond d'un puits - c'est le milieu de la nuit, même en pleine journée. La porte n'est jamais fermée. On ne savait jamais qui on allait y trouver. Psychologues, musiciens de jazz, poètes, fugueuses, un fou du nom de Carl Solomon qu'un ancien camarade de classe de Columbia de Donald, Allen Ginsberg, avait rencontré dans un hôpital psychiatrique..."  On y trouvait aussi William S. Burroughs, Lucien Carr, Gregory Corso et Jack Kerouac.

## Carrière
Au milieu des années 1950, Taylor a abandonné la scène et arrive dans l'édition, en se faisant engager chez Alfred A. Knopf and Company. En 1957, rapporte James Pegolotti, quand, « [e] n publicité assistant à Knopf , Joan lire l'avance un exemplaire de [ Ayn ] Atlas Shrugged de Rand et a trouvé le livre fascinant . Elle a écrit une lettre de remerciements à l'auteur, qui y répond en l'invitant à déjeuner. Les deux femmes deviennent amies, en partie à cause de l'intérêt profond de Joan pour Objectivism. Pour Taylor, Rand mélange l'aptitude littéraire et philosophie économique dans un emballage attrayant".
Taylor a commencé à écrire sur la politique de son nouveau point de vue objectiviste, qui sera bientôt édité dans un magazine politique indépendant publié mensuellement, Persuasion (1964 à 1968) . Dans le numéro de décembre 1965 de The Objectivist Newsletter, Rand écrivait que Persuasion "fait un travail éducatif remarquable en liant les événements politiques actuels vers des principes plus larges, en évaluant des événements spécifiques dans une trame de référence rationnelle, et de maintenir un haut degré de cohérence".
Le premier livre de Taylor, Quand faut-il consulter un psychologue ?, co-écrit avec le psychologue clinicien M. Lee Shulman, est paru en 1968. Dans les années 1970, elle a travaillé comme co-thérapeute avec divers cliniciens à la fois au Stockbridge, à la Massachusetts Free Clinic et à la'Austen Riggs Center. Elle a commencé des études de droit dans le bureau du procureur de Manhattan et a fait son chemin jusqu'à devenir parajuriste. Elle a également commencé à travailler pour le compte des causes féministes, qui avaient progressivement attiré son intérêt depuis le début des années 1960 quand elle a lu Le Feminine mystifiée par Betty Friedan.
Dans les années 1970, elle a rejoint le Parti libertarien et y fait plusieurs années d'activisme politique. Elle a aidé à rédiger la plate-forme nationale du parti à la fin des années 1970, a conseillé Ed Clark pour la campagne présidentielle de 1980 sur les questions féministes, et a inlassablement promu le droit à l'avortement auprès des membres d'un parti qui n'était pas particulièrement réceptif aux préoccupations féministes.
En 1977, à l'invitation de son rédacteur en chef, Roy A. Childs Jr., Taylor rejoint l'équipe du magazine mensuel Libertarian Review, où elle commence à écrire régulièrement sur des sujets féministes notamment. Deux ans plus tard, elle devient commentatrice régulière toutes les deux semaines à l'émission radio quotidienne nationale syndiqué, Byline, souscrite par le libertarien Cato Institute. Peu après, elle écrit pour les magazines Reason et Inquiry Magazine, ainsi que le Libertarian Review. Dans les années 1980, elle a même été brièvement rédactrice en chef de The Freeman, le plus ancien magazine libertaire, toujours présent sur le marché.
En tant que directeur du programme de l'Institut Manhattan de l'édition du livre entre 1981 et 1985, Taylor découvre un politologue alors pratiquement inconnu du nom de Charles Murray, et lui commande un livre, Losing Ground (1984). Elle en a assuré l'édition, l'organisation de sa publication par Basic Books, et a orchestré la campagne de publicité qui a non seulement fait de cette œuvre un best-seller, mais également l'une des dix-sept œuvres les plus influentes de la sociologie, jamais publiée.
Taylor a presque entièrement consacré les deux dernières décennies de sa vie à la cause féministe. De 1989 à 2003, elle a servi comme coordonnateur national de l'Association des libertaires féministes (et en tant que rédacteur en chef de son bulletin d'information), et tout au long des années 1990, elle a également été vice-présidente et membre du conseil d'administration de féministes de Free Expression, un groupe dont elle avait été membre fondateur. Elle a donné des cours à la New School (alors encore la New School for Social Research) - l'un sur les "voix différentes : le féminisme à la croisée des chemins" et un autre sur "Les femmes et la loi". En tant qu'écrivain sur des sujets féministes, elle a contribué à des magazines et à des livres, elle a enseigné dans tout le pays, et a publié deux livres, Reclaiming the Mainstream (Prometheus, 1992) et What to Do When You Don't Want to Call the Cops: A Non-Adversarial Approach to Sexual Harassment (New York University Press , 1999).

## Vie privée
Début 2002, on lui diagnostique un cancer de la vessie. Fin 2005, elle meurt des suites de son cancer et d'une insuffisance rénale liée à sa maladie.